# Universidade de Shantou

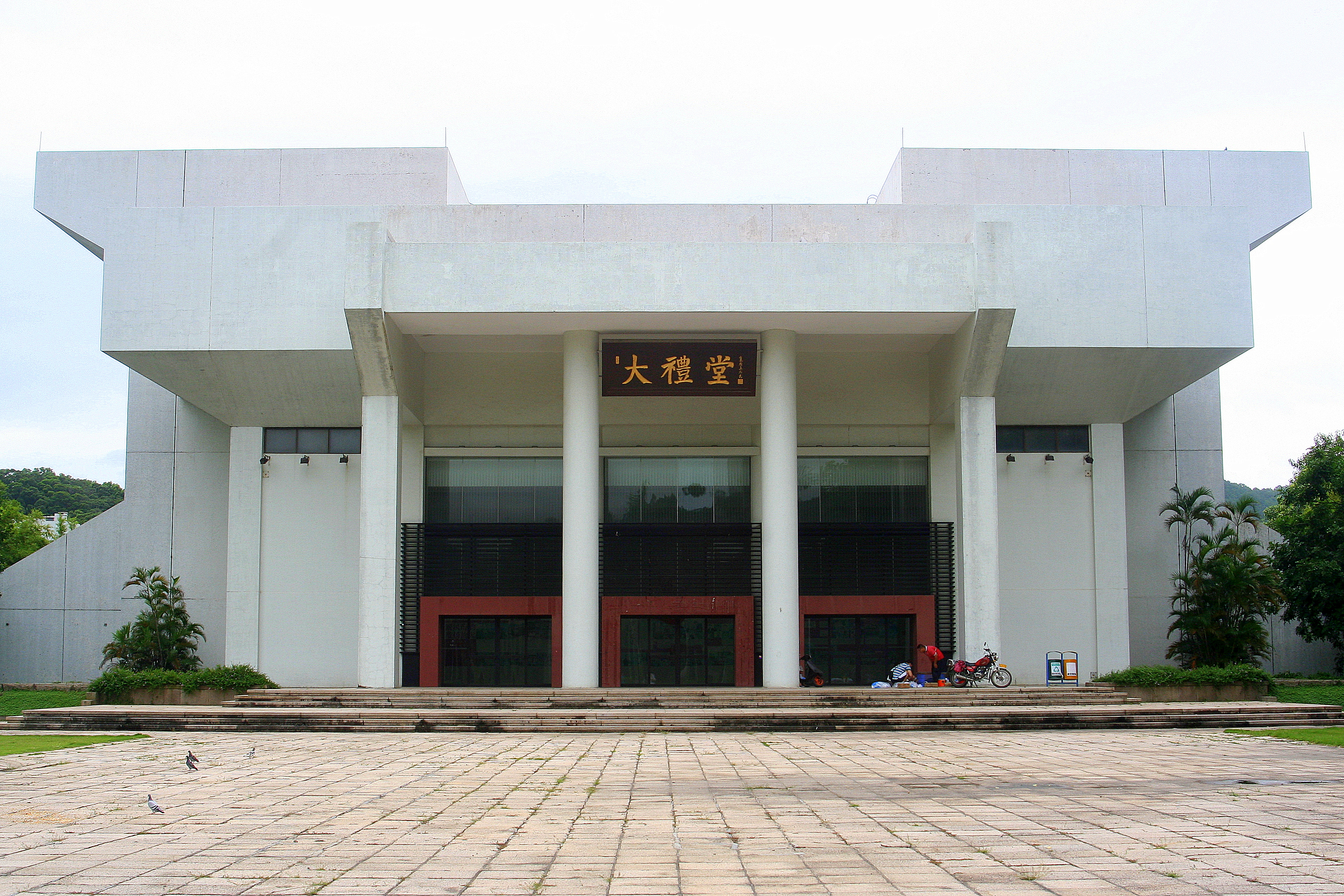

A Universidade de Shantou foi fundada em 1981 e começou a receber estudantes em 1983. O seu campus cobre uma área de 128km2.
Desde a sua fundação que tem contado com o apoio do empresário e filantropo Li Ka-Shing tendo já recebido da fundação Li Ka-shing cerca de 3,1 biliões de dólares de Hong Kong.

## Faculdades e Academias
- Faculdade de Humanidades
- Faculdade de Ciências
- Faculdade de Engenharia
- Faculdade de Ciências Médicas
- Faculdade de Direito
- Academia de Gestão (Academia de Gestão Empresarial Cheung Kong)
- Academia de Jornalismo e Comunicação Cheung Kong
- Academia de Artes e Design Cheung Kong
- Academia de Prosseguimento de Estudos

A Universidade conta com 49 programas de licenciatura e 7 de pós-licenciatura. Conta neste momento com 15.000 estudantes e cerca de 700 trabalhadores. Cerca de 30.000 estudantes já se diplomaram na Universidade de Shantou.